# Cocktailpartyeffekten
Cocktailpartyeffekten (även cocktailpartyproblemet eller cocktailpartyfenomenet) avser den mänskliga förmågan att ur en röstkakofoni selektivt kunna särskilja vad en viss person säger. Namnet syftar på att man vid cocktailpartyn, där människor samtalar i olika grupper, kan fokusera på vad som sägs i gruppen man tillhör – samtidigt som man kan uppfatta sitt namn från en annan grupp och då snabbt rikta uppmärksamheten dit.

## Historik

### Some Experiments on the Recognition of Speech, with One and with Two Ears (1953)
Termen cocktailpartyproblemet myntades av den brittiske kognitionsforskaren Colin Cherry i en studie genomförd 1953, där han lät testpersoner transkribera två bandade mänskliga röster (med hjälp av hörlurar) under två betingelser: (1) rösterna var ihopmixade; (2) den ena rösten hördes i ena örat och den andra rösten hördes i andra örat. Ihopmixade röster kunde till stor del urskiljas, med viss möda och flera lyssningar, medan röster i vardera öra kunde separeras med enkelhet; vad rösten i det andra örat sade, eller ens vilket språk som där talades, befanns däremot vara oklart.